# Morki
Morki (in russo Морки?) è un insediamento di tipo urbano, centro amministrativo del distretto Morkinskij della Repubblica dei Mari, in Russia. Fondata nel 1678, ha ottenuto lo status di insediamento di tipo urbano nel 1969. Nel 2023 contava 8 618 abitanti.